# Taeniopteryx robinae
Taeniopteryx robinae is een steenvlieg uit de familie vroege steenvliegen (Taeniopterygidae). De wetenschappelijke naam van de soort is voor het eerst geldig gepubliceerd in 1984 door Kondratieff & Kirchner.